# Anderson Bruford Wakeman Howe
Anderson Bruford Wakeman Howe (інколи використовується для їхнього позначення скорочення ABWH) — прогрок-гурт, що складається з деяких учасників гурту Yes. До складу гурту увійшли вокаліст Джон Андерсон, ударник Білл Бруфорд, клавішник Рік Вейкман, та гітарист Стів Гау. Також у запису альбомів брав участь бас-гітарист Тоні Левін з King Crimson.

## Історія гурту
Ці вихідці з Yes разом награли найпопулярніші записи гурту ще на початку 1970-х років. У 1989 р. гурт Anderson Bruford Wakeman Howe записав єдиний альбом з однойменною назвою. Записи наступних концертних турів склали основу для випуску «живого» альбому у 1993 р.
Хоча Андерсон задумав цей проєкт як спробу возз'єднання Yes, однак решта учасників гурту прагнули дистанціюватися від назви Yes. Водночас цим ім'ям володіли Алан Уайт та Кріс Сквайр, до того ж Сквайр та Уайт продовжували бути учасниками Yes разом із Тревором Ребіном та Тоні Кейе, отже не могло бути і мови про застосування назви Yes для ABWH. Передбачаючи цю проблему вокаліст Джон Андерсон запропонував назву The Affirmative (англ. «позитивний»), але інші учасники гурту визнали, що це буде нещиро. Пропонувалася також і назва No, але врешті-решт вони вирішили просто назвати гурт іменами його учасників, на кшталт Emerson, Lake & Palmer, незважаючи на критику стосовно звучання, що нагадує назву якого-небудь балансового звіту або офіційної фірми. Під час турне Anderson Bruford Wakeman Howe назвали своє шоу An Evening of Yes Music Plus; ця ж назва була використана для виданого надалі концертного альбому. Гурт Yes подав судовий позов на ABWH з метою запобігання будь-яких спроб згадування про Yes в матеріалах рекламних розкруток ABWH. Очевидно, це сталося через угоду, що була укладена ще до випуску альбому 90125, між Yes (тоді ще з Андерсоном), Гау та Вейкманом стосовно використання імені Yes в промоції іншої діяльності.
Врешті-решт Yes та ABWH врегулювали ці розбіжності (які були більші ніж маленьке викручування рук компанії звукозапису), видавши альбом Yes з назвою «Union», до якого увійшли записи, що призначалися спочатку для окремих альбомів обох гуртів. Декілька пісень, що спочатку мали намір бути включені до другого альбому ABWH з орієнтовною назвою «Dialogue», з'явилися на андерграундівській бутлег-збірці Yesoteric. Цей матеріал містив демонстраційні записи Андерсона, але без участі інших трьох, які згодом увійшли до його альбомів «The Lost Tapes» (1996 р., набір з 20 CD) та «Watching the Flags That Fly» (2007 р.).
Багато прихильників схильні ставитися до ABWH як до Yes, за винятком самої назви, а пісні з їхнього сольного альбому надалі були включені до збірок Yes.

## Склад гурту
- Джон Андерсон (Jon Anderson) — вокал, гітари
- Білл Бруфорд (Bill Bruford) — барабани
- Рік Вейкман (Rick Wakeman) — клавішні
- Стів Гау (Steve Howe) — гітари, бас, вокал
- Тоні Левін (Tony Levin) — бас (учасник записаного альбому та турне)

## Дискографія

### Студійні альбоми
- 1989: Anderson Bruford Wakeman Howe[1]

### Концертні альбоми
- 1993: An Evening of Yes Music Plus[2] (версії на компакт-диску та відео/DVD)

### Відео
- 1989: In the Big Dream